# 1996年のスポーツ
- 年度別スポーツ記事一覧

1996年のスポーツでは、1996年（平成8年）のスポーツ関連の出来事についてまとめる。

## できごと
- 1月30日 - IOC、2000年シドニー大会以降、2008年までの5大会のテレビ放映権の前倒し契約をアメリカ(NBC)、オーストラリア(セブンネットワーク)、ヨーロッパ(EBU)と結ぶ。
- 1月30日 - バスケットボールのマジック・ジョンソンがNBAに復帰。
- 4月6日 - 近代オリンピック誕生百年記念式典、アテネで開催。
- 4月14日 - マスターズ・ゴルフの最終日に、グレグ・ノーマン（オーストラリア）が78（6オーバー）を叩き、記録的な自滅の敗北を喫する。ニック・ファルド（イギリス）が6年ぶり3度目の優勝を果たした。
- 女子テニスの伊達公子が活躍した年だったが、本年限りで突然現役を引退する（2008年に現役復帰）。
  - 4月28日 - 東京・有明コロシアムで開催された女子国別対抗戦「フェドカップ」のワールド・グループ1回戦で日本とドイツが対戦し、伊達が当時の女王シュテフィ・グラフを 7-6, 3-6, 12-10 で破る。対グラフ戦の初勝利だった。
  - 7月4日 〜 5日 - ウィンブルドン準決勝で、伊達とグラフが最後の対戦をする。1セット・オールで日没順延試合となり、5日に持ち越された第3セットをグラフが 6-3 で取ったため、伊達は決勝進出を逃した。
  - 9月24日 - 現役引退を宣言。
  - 11月22日 - アメリカ・ニューヨークのマディソン・スクエア・ガーデンで開催された女子ツアー最終戦「チェイス選手権」の2回戦が現役最後の試合となる。伊達はマルチナ・ヒンギスに 1-6, 2-6 で敗れた。
- 5月31日 - 国際サッカー連盟、2002年ワールドカップを日本と韓国の共同開催と決定。
- 6月9日 - パレスチナ、アトランタオリンピックに史上初の代表選手3名の派遣を決定。
- 7月19日 - 8月4日 アトランタオリンピックが開催される。
- 9月9日 - 静岡県警、夏の水難事故でマリンスポーツ関連事故が昨年の5倍以上の26件と発表。
- 10月6日 - ゴルフのタイガー・ウッズが「ラスベガス・インビテーショナル」でPGAツアー初優勝。8月27日にプロ転向してから、わずか5週間後の快挙だった。当時20歳。
- 10月9日 - 文部省の1995年度体力・運動能力調査で、10代全ての年齢で10年前の記録を下回る。
- 10月17日 - 2001年ワールドゲームズ、秋田県開催と決定。

## 総合競技大会
- 第3回アジア冬季競技大会（中国・ハルビン・2月4日〜11日） - 日本の獲得メダル:金8、銀14、銅10
- 第26回アトランタオリンピック （7月20日〜8月4日） - 日本の獲得メダル:金3、銀6、銅5

| 第26回アトランタオリンピック       | 第26回アトランタオリンピック | 第26回アトランタオリンピック | 第26回アトランタオリンピック | 第26回アトランタオリンピック | 第26回アトランタオリンピック |
| 順位                               | 国・地域                     | 金                           | 銀                           | 銅                           | 計                           |
| ---------------------------------- | ---------------------------- | ---------------------------- | ---------------------------- | ---------------------------- | ---------------------------- |
| 1                                  | アメリカ                     | 44                           | 32                           | 25                           | 101                          |
| 2                                  | ロシア                       | 26                           | 21                           | 16                           | 63                           |
| 3                                  | ドイツ                       | 20                           | 18                           | 27                           | 65                           |
| 4                                  | 中国                         | 16                           | 22                           | 12                           | 50                           |
| 5                                  | フランス                     | 15                           | 7                            | 15                           | 37                           |
| 6                                  | イタリア                     | 13                           | 10                           | 12                           | 35                           |
| 7                                  | オーストラリア               | 9                            | 9                            | 23                           | 41                           |
| 8                                  | キューバ                     | 9                            | 8                            | 8                            | 25                           |
| 9                                  | ウクライナ                   | 9                            | 2                            | 12                           | 23                           |
| 10                                 | 韓国                         | 7                            | 15                           | 5                            | 27                           |
| 詳細はアトランタオリンピックを参照 |                              |                              |                              |                              |                              |

- 第10回アトランタパラリンピック （8月15日〜26日） - 日本の獲得メダル:金14、銀10、銅13
- 第51回ひろしま国体（冬季スケート・アイスホッケー - 栃木県・1月26日〜29日、冬季スキー・バイアスロン - 岐阜県・2月20日〜23日、夏季 - 広島県・9月8日〜11日、秋季 - 広島県・10月12日〜17日）
天皇杯:優勝 広島県、第2位大阪府、第3位東京都
皇后杯:優勝 広島県、第2位 大阪府、第3位 東京都
- 第32回全国身体障害者スポーツ大会 （おりづる大会ひろしま・10月26日・27日）
- 第5回全国知的障害者スポーツ大会 （ゆうあいピック北海道大会・9月21日・22日）

## アイスホッケー
- スタンレーカップ決勝 （1995-1996シーズン）
コロラド・アバランチ （4戦全勝） フロリダ・パンサーズ

## アメリカンフットボール

### NFL
- AFCチャンピオンシップゲーム（1月14日、スリー・リバース・スタジアム）
ピッツバーグ・スティーラーズ 20 - 16 インディアナポリス・コルツ
- NFCチャンピオンシップゲーム（1月14日、テキサス・スタジアム）
ダラス・カウボーイズ 38 - 27 グリーンベイ・パッカーズ
- 第30回スーパーボウル (1月28日、アリゾナ州・サンデビル・スタジアム)
ダラス・カウボーイズ(NFC、2年ぶり5回目) 27 - 17 ピッツバーグ・スティーラーズ(AFC)

### 日本の大会
- 第49回ライスボウル（1月3日、東京都文京区・東京ドーム）
京都大学ギャングスターズ(学生代表) 35-21 松下電工インパルス(社会人代表）
- 第51回毎日甲子園ボウル(12月15日、兵庫県西宮市・阪神甲子園球場）
京都大学ギャングスターズ(関西学生代表) 28-21 法政大学トマホークス(関東学生代表)
- 第10回東京スーパーボウル (12月11日、東京都文京区・東京ドーム）
リクルートシーガルズ 30-10 オンワードオークス

## 競馬

### 日本のGI競走
中央競馬
- 桜花賞（阪神・4月7日） 優勝：ファイトガリバー、騎手：田原成貴
- 皐月賞（中山・4月14日） 優勝：イシノサンデー、騎手：四位洋文
- 天皇賞（春）（京都・4月21日） 優勝：サクラローレル、騎手：横山典弘
- NHKマイルカップ（東京・5月12日） 優勝：タイキフォーチュン、騎手：柴田善臣
- 高松宮杯（中京・5月19日） 優勝：フラワーパーク、騎手：田原成貴
- 優駿牝馬（オークス）（東京・5月26日) 優勝：エアグルーヴ、騎手：武豊
- 東京優駿（日本ダービー）（東京・6月2日) 優勝：フサイチコンコルド、騎手：藤田伸二
- 安田記念（東京・6月9日) 優勝：トロットサンダー 騎手：横山典弘
- 宝塚記念（阪神・7月7日) 優勝：マヤノトップガン 騎手：田原成貴
- 秋華賞（京都・10月20日) 優勝：ファビラスラフイン、騎手：松永幹夫
- 天皇賞（秋）（東京・10月27日） 優勝：バブルガムフェロー、騎手：岡部幸雄
- 菊花賞（京都・11月3日） 優勝：ダンスインザダーク、騎手：武豊
- エリザベス女王杯（京都・11月10日） 優勝：ダンスパートナー、騎手：四位洋文
- マイルチャンピオンシップ（京都・11月17日） 優勝：ジェニュイン、騎手：岡部幸雄
- ジャパンカップ（東京・11月24日） 優勝：シングスピール、騎手：ランフランコ・デットーリ
- 阪神3歳牝馬ステークス（阪神・12月1日） 優勝：メジロドーベル、騎手：吉田豊
- 朝日杯3歳ステークス（中山・12月8日） 優勝：マイネルマックス、騎手：佐藤哲三
- スプリンターズステークス（中山・12月15日） 優勝：フラワーパーク、騎手：田原成貴
- 有馬記念（中山・12月22日） 優勝：サクラローレル、騎手：横山典弘

### JRA賞
- 年度代表馬・最優秀5歳以上牡馬 サクラローレル
- 最優秀3歳牡馬 マイネルマックス
- 最優秀3歳牝馬 メジロドーベル
- 最優秀4歳牡馬 ダンスインザダーク
- 最優秀4歳牝馬 ファビラスラフイン
- 最優秀5歳以上牝馬 ダンスパートナー
- 最優秀短距離馬・最優秀父内国産馬 フラワーパーク
- 最優秀ダートホース ホクトベガ
- 最優秀障害馬 ポレール
- 最多勝利騎手・最多賞金獲得騎手 武豊
- 最高勝率騎手 岡部幸雄

### リーディングサイアー
- リーディングサイアー - サンデーサイレンス
- リーディングブルードメアサイアー - ノーザンテースト

## ゴルフ
男子プロ
- マスターズ優勝者：ニック・ファルド（イギリス）
- 全米オープン優勝者：スティーブ・ジョーンズ（アメリカ）
- 全英オープン優勝者：トム・レーマン（アメリカ）
- 全米プロゴルフ優勝者：マーク・ブルックス（アメリカ）
- PGAツアー賞金王 - トム・レーマン - $1,780,159
- シニアPGAツアー賞金王 - ジム・コルバート - $1,627,890
- 日本ツアー賞金王：尾崎将司

男子アマチュア
- 全英アマ - ウォーレン・ブラドン
- 全米アマ – タイガー・ウッズ（大会3連覇、USGA主催選手権としては全米ジュニアアマチュアの3連覇を含め、前人未到の6連覇を達成）

女子プロ
- ナビスコ・ダイナ・ショア大会優勝者：パティ・シーハン（アメリカ）
- 全米女子プロゴルフ優勝者：ローラ・デービース（イギリス）
- 全米女子オープン優勝者：アニカ・ソレンスタム（スウェーデン）
- デュモーリエ・クラシック優勝者：ローラ・デービース（イギリス）

デービースが全米女子プロゴルフとデュモーリエ・クラシックの年間2冠を獲得し、ソレンスタムが全米女子オープンで大会2連覇を達成した。しかしソレンスタムはその後、2001年のナビスコ選手権まで5年間メジャー優勝から遠ざかった。
- LPGAツアー賞金女王 - カリー・ウェブ - $1,002,000（史上初めて100万ドルの大台を突破した。）
- 日本女子ツアー賞金女王：福嶋晃子

## サッカー
- 天皇杯全日本サッカー選手権大会決勝（1995年度）
名古屋グランパスエイト 3-0 サンフレッチェ広島
天皇杯優勝 - 名古屋グランパスエイト
- ゼロックス・スーパーカップ
名古屋グランパスエイト 2-0 横浜マリノス
ゼロックス・スーパーカップ優勝 - 名古屋グランパスエイト
- Jリーグ
Jリーグ年間優勝 - 鹿島アントラーズ （1シーズン制）
Jリーグヤマザキナビスコカップ決勝
清水エスパルス 3-3 （PK 5-4） ヴェルディ川崎
ナビスコカップ優勝 - 清水エスパルス
サントリーカップ・96Jリーグチャンピオン・ファイナル
準決勝
鹿島アントラーズ （Jリーグ王者） 1-1（PK 4-2）ヴェルディ川崎 （ナビスコ杯2位） (会場:カシマ)
清水エスパルス （ナビスコ杯王者） 0-0（PK 1-3）名古屋グランパス （リーグ2位） （会場:日本平）
決勝
鹿島アントラーズ （ホーム） 0☆1 名古屋グランパスエイト （アウェー） （会場:国立）
サントリーカップ・96Jリーグチャンピオン・ファイナル優勝 - 名古屋グランパスエイト

## テニス

### グランドスラム
- 全豪オープン 男子単優勝：ボリス・ベッカー（ドイツ）、女子単優勝：モニカ・セレシュ（アメリカ）
- 全仏オープン 男子単優勝：エフゲニー・カフェルニコフ（ロシア）、女子単優勝：シュテフィ・グラフ（ドイツ）
- ウィンブルドン 男子単優勝：リカルト・クライチェク（オランダ）、女子単優勝：シュテフィ・グラフ（ドイツ）
- 全米オープン 男子単優勝：ピート・サンプラス（アメリカ）、女子単優勝：シュテフィ・グラフ（ドイツ）

グラフがウィンブルドン選手権において、女子テニス史上2人目となる4大大会「20勝」の大台に乗せた。男子では全仏優勝のカフェルニコフと、ウィンブルドン優勝のクライチェクが母国に初のテニス4大大会タイトルをもたらした。

### アトランタオリンピック
- 男子シングルス 金：アンドレ・アガシ（アメリカ）、銀：セルジ・ブルゲラ（スペイン）、銅：リーンダー・パエス（インド）
- 女子シングルス 金：リンゼイ・ダベンポート（アメリカ）、銀：アランチャ・サンチェス・ビカリオ（スペイン）、銅：ヤナ・ノボトナ（チェコ）
- 男子ダブルス 金：マーク・ウッドフォード＆トッド・ウッドブリッジ（オーストラリア）、銀：ティム・ヘンマン＆ニール・ブロード（イギリス）、銅：デビッド・プリノジル＆マルク＝ケビン・ゲルナー（ドイツ）
- 女子ダブルス 金：ジジ・フェルナンデス＆メアリー・ジョー・フェルナンデス（アメリカ）、銀：ヤナ・ノボトナ＆ヘレナ・スコバ（チェコ）、銅：アランチャ・サンチェス・ビカリオ＆コンチタ・マルティネス（スペイン）

## プロレス
- プロレス大賞MVP:小橋建太（全日本プロレス）初受賞
- G1クライマックス（新日本プロレス）優勝：長州力（初優勝）
- 世界最強タッグ決定リーグ戦（全日本プロレス） 優勝：川田利明&田上明「聖鬼軍」組（初優勝）

## ラグビー
- 日本ラグビーフットボール選手権大会決勝（国立霞ヶ丘競技場陸上競技場・1月15日）
サントリー 49-24 明治大学

## 誕生

### 1月
- 1月19日 - 筒井咲帆 (京都府、陸上競技)
- 1月25日 - 杉本早裕吏（愛知県、新体操）
- 1月28日 - 樋口黎（大阪府、レスリング）
- 1月28日 - ソン・ヒョンチョル (韓国、アイスホッケー)
- 1月30日 - 柏原明日架（宮崎県、ゴルフ）

### 3月
- 3月1日 - 葉詩文（中国、競泳）
- 3月3日 - 堀琴音（徳島県、ゴルフ）
- 3月6日 - 高見澤安珠（三重県、陸上競技）
- 3月9日 - 荒田恭兵（富山県、ハイダイビング）

### 4月
- 4月12日 - 晝田瑞希（岡山県、ボクシング）
- 4月14日 - 奥川雅也（滋賀県、サッカー）
- 4月15日 - 鈴木ロイ (東京都、アイスホッケー)

### 5月
- 5月1日 - 青山聖佳（島根県、陸上競技)
- 5月10日 - カテリナ・シニアコバ（チェコ、テニス）
- 5月18日 - 角野友基（兵庫県、スノーボード）
- 5月19日 - 鄭現（韓国、テニス）
- 5月20日 - 泉翔馬（北海道、アイスホッケー）
- 5月30日 - アレクサンドル・ゴロビン（ロシア、サッカー）
- 5月21日 - 古賀紗理那（佐賀県、バレーボール）

### 6月
- 6月19日 - ラリサ・ヨルダケ（ルーマニア、体操競技）

### 7月
- 7月1日 - アデリナ・ソトニコワ（ロシア、フィギュアスケート）
- 7月19日 - 森田遥（香川県、ゴルフ）
- 7月19日 - 三浦優希（東京都、アイスホッケー）
- 7月20日 - 小川雄勢（神奈川県、柔道）
- 7月24日 - 小俣夏乃（神奈川県、シンクロナイズドスイミング）

### 8月
- 8月5日 - 村上茉愛（神奈川県、体操競技）
- 8月24日 - 白井健三（神奈川県、体操競技）
- 8月24日 - 蓑島圭悟（北海道、アイスホッケー）
- 8月29日 - ダリル・ネイタ（イギリス、陸上競技）[1]

### 9月
- 9月5日 - 北川貴理（福井県、陸上競技）
- 9月6日 - 本郷理華（宮城県、フィギュアスケート）
- 9月15日 - 関紅葉（京都府、陸上競技)
- 9月17日 - エステバン・オコン（フランス、レーシングドライバー）

### 10月
- 10月1日 - 矢野倫太朗（福岡県、アイスホッケー）
- 10月8日 - 高梨沙羅（北海道、スキージャンプ）

### 11月
- 11月4日 - チェ・ジンウ (韓国、アイスホッケー)
- 11月8日 - 塩尻和也（群馬県、陸上競技）
- 11月8日 - 運上雄基（長野県、アイスホッケー）
- 11月11日 - ジャンルカ・ガウディーノ（ドイツ、サッカー）
- 11月11日 - 加賀山恵奈（大阪府、陸上競技)
- 11月14日 - ボルナ・チョリッチ（クロアチア、テニス）
- 11月15日 - 渡部香生子（東京都、競泳）
- 11月17日 - 篠原まりあ（大分県、ゴルフ）
- 11月19日 - 萱和磨（千葉県、体操競技）
- 11月19日 - クリスツィナ・ツィマノウスカヤ（ベラルーシ、陸上競技）[2]

### 12月
- 12月9日 - 立浦葉由乃 (愛知県、ゴルフ)
- 12月17日 - エリザベータ・トゥクタミシェワ（ロシア、フィギュアスケート）

## 死去
- 1月26日 - チャールズ・ジュートロー（アメリカ、スピードスケート、*1900年）
- 2月23日 - ヘルムート・シェーン（ドイツ、サッカー、*1915年）
- 2月27日 - サラ・ポールフリー（アメリカ、テニス、*1912年）
- 5月11日 - アデミール（ブラジル、サッカー、*1922年）
- 5月23日 - 吉田正男（愛知県、野球、*1914年）
- 5月28日 - 北島忠治（新潟県、ラグビー、*1901年）
- 5月28日 - ジョージ・コジャック（アメリカ、水泳、*1910年）
- 6月6日 - 北村久寿雄（高知県、水泳、*1917年）
- 6月17日 - 安藤元博（香川県、野球、*1939年）
- 10月5日 - 野口明（愛知県、野球、*1917年）
- 10月12日 - ルネ・ラコステ（フランス、テニス、*1904年）
- 11月28日 - ドン・マクニール（アメリカ、テニス、*1918年）
- 12月6日 - ピート・ロゼール（アメリカ、アメリカンフットボール、*1926年）
- 12月8日 - 柏戸剛（山形県、大相撲、*1938年）